# Henry Teuscher
Heinrich (Henry) Teuscher (8 mai 1891 à Berlin - 9 août 1984 à Toronto) est un architecte paysagiste , horticulteur et botaniste, reconnu pour avoir conçu le Jardin botanique de Montréal. Il en a également été le premier conservateur. 

## Biographie
Après avoir étudié l'horticulture et l'architecture de paysage au collège d'horticulture de Berlin-Dahlem et terminé sa maîtrise, il émigre en 1922 aux États-Unis pour participer à l'aménagement de l'Arboretum Morton (en) dans l'Illinois. En 1930, il se rend à New York pour travailler à l'arboretum Boyce Thompson, puis au Jardin botanique de New York où il occupe un poste de dendrologiste jusqu'en 1936. En contact depuis 1932 avec le frère Marie-Victorin qui sollicitait son aide pour la création du Jardin botanique de Montréal, Teuscher accepte enfin de se rendre à Montréal pour devenir horticulteur en chef du jardin. Sous sa direction, le jardin prend forme. La grande partie de ses plans est terminée en 1939. Teuscher demeure associé au jardin jusqu'à son départ à la retraite en 1962.

## Reconnaissance professionnelle
Teuscher a remporté le prix AHS Professional Award de l’American Horticultural Society en 1953, ainsi que le prix Liberty Hyde Bailey en 1962 et le prix du mérite de l’American Public Gardens Association en 1978. Le genre d'orchidées Teuscheria porte son nom. 